# Flancourt-Catelon
Flancourt-Catelon est une ancienne commune française, située dans le département de l'Eure en région Normandie, devenue le 1er janvier 2016 une commune déléguée au sein de la commune nouvelle de Flancourt-Crescy-en-Roumois.

## Géographie

### Boisement
Une petite partie ouest de la commune de Flancourt-Catelon est couverte par la forêt de Montfort.

## Toponymie
Flancourt est attesté sous les formes Frollancurt, Frollencurt, Froulancurt (charte de Henri II) et Frollancourt vers 1155; Flaencourt en 1271; Frollancort en 1174 (charte de Guill. de Barneville); Frollencuria en 1183 (charte de donation du Torpt); Frollencurt en 1210 (charte de Raoul de Montgommery); Frolencort en 1240 (cartulaire de Bourg-Achard); Forllencort en 1245 (cartulaire de Jumiéges); Flaencourt en 1271 (rôle cité par Saint-Allais); Frelancourt en 1313 (cartulaire du Bec); Frelencourt en 1431 (p. de Raoul Roussel); Flancourt en 1793.

L'étymologie de ce toponyme provient de l'agglutination nom de personne francique frodoland et du bas latin cortem qui signifie : le « domaine de frodoland » (prudent dans la contrée). 
Catelon (ancienne commune réunie en 1846 à celle de Flancourt) est attesté sous les formes Catelun au XIe siècle (cartulaire de Préaux), ecclesiam Catelunti en 1096 et 1101, Catelont en 1262 (reg. visit.), Cathellon en 1508 (archives nationales).

De l'anthroponyme norrois Kati et lundr « petit bois ».

## Histoire
Flancourt-Catelon (Flancourt, l'église), uni à Catelon le 1/4/1846, est devenu Flancourt-Catelon le 21/7/1937.

## Politique et administration
| Période                                  | Période          | Identité        | Étiquette | Qualité       |
| ---------------------------------------- | ---------------- | --------------- | --------- | ------------- |
| Les données manquantes sont à compléter. |                  |                 |           |               |
| mars 2001                                | mars 2008        | Guy Dubuc       |           |               |
| mars 2008                                | mars 2014        | Nicolas Boulais |           |               |
| mars 2014                                | 31 décembre 2015 | Bertrand Pecot  |           | Fonctionnaire |

## Démographie
L'évolution du nombre d'habitants est connue à travers les recensements de la population effectués dans la commune depuis 1793. À partir du 1er janvier 2009, les populations légales des communes sont publiées annuellement dans le cadre d'un recensement qui repose désormais sur une collecte d'information annuelle, concernant successivement tous les territoires communaux au cours d'une période de cinq ans. 
Pour les communes de moins de 10 000 habitants, une enquête de recensement portant sur toute la population est réalisée tous les cinq ans, les populations légales des années intermédiaires étant quant à elles estimées par interpolation ou extrapolation. Pour la commune, le premier recensement exhaustif entrant dans le cadre du nouveau dispositif a été réalisé en 2007,.
En 2013, la commune comptait 484 habitants, en évolution de +4,76 % par rapport à 2008 (Eure : +2,66 %, France hors Mayotte : +2,49 %).
| 1793 | 1800 | 1806 | 1821 | 1831 | 1836 | 1841 | 1846 | 1851 |
| ---- | ---- | ---- | ---- | ---- | ---- | ---- | ---- | ---- |
| 369  | 354  | 405  | 343  | 434  | 410  | 435  | 549  | 496  |

| 1856 | 1861 | 1866 | 1872 | 1876 | 1881 | 1886 | 1891 | 1896 |
| ---- | ---- | ---- | ---- | ---- | ---- | ---- | ---- | ---- |
| 467  | 469  | 500  | 448  | 403  | 371  | 341  | 341  | 339  |

| 1901 | 1906 | 1911 | 1921 | 1926 | 1931 | 1936 | 1946 | 1954 |
| ---- | ---- | ---- | ---- | ---- | ---- | ---- | ---- | ---- |
| 347  | 309  | 278  | 267  | 259  | 245  | 253  | 324  | 290  |

| 1962 | 1968 | 1975 | 1982 | 1990 | 1999 | 2007 | 2012 | 2013 |
| ---- | ---- | ---- | ---- | ---- | ---- | ---- | ---- | ---- |
| 271  | 235  | 249  | 267  | 286  | 368  | 445  | 485  | 484  |

## Culture locale et patrimoine

### Lieux et monuments
Flancourt-Catelon compte plusieurs édifices inscrits à l'inventaire général du patrimoine culturel :
- L'église Saint-Ouen de Flancourt (XIIIe, XVIe, XVIIe, XVIIIe et XIXe)[12] ;
- L'église Saint-Lubin de Catelon (XIe et XVIIIe)[13] ;
- Une croix de cimetière des XVIIe et XIXe siècles[14]. Cette croix se  situe dans le cimetière de l'église Saint-Ouen. La base et la colonne datent probablement du XVIIe siècle et la croix du XIXe siècle ;
- Trois manoirs : un du XVIIe siècle à Catelon[15], un autre des XVIIe et XIXe siècles au lieu-dit Candos[16] et le dernier des XVIe et XVIIe siècles au lieu-dit la Vacherie[17] ;
- Une ferme des XVIIe, XVIIIe et XIXe siècles[18].

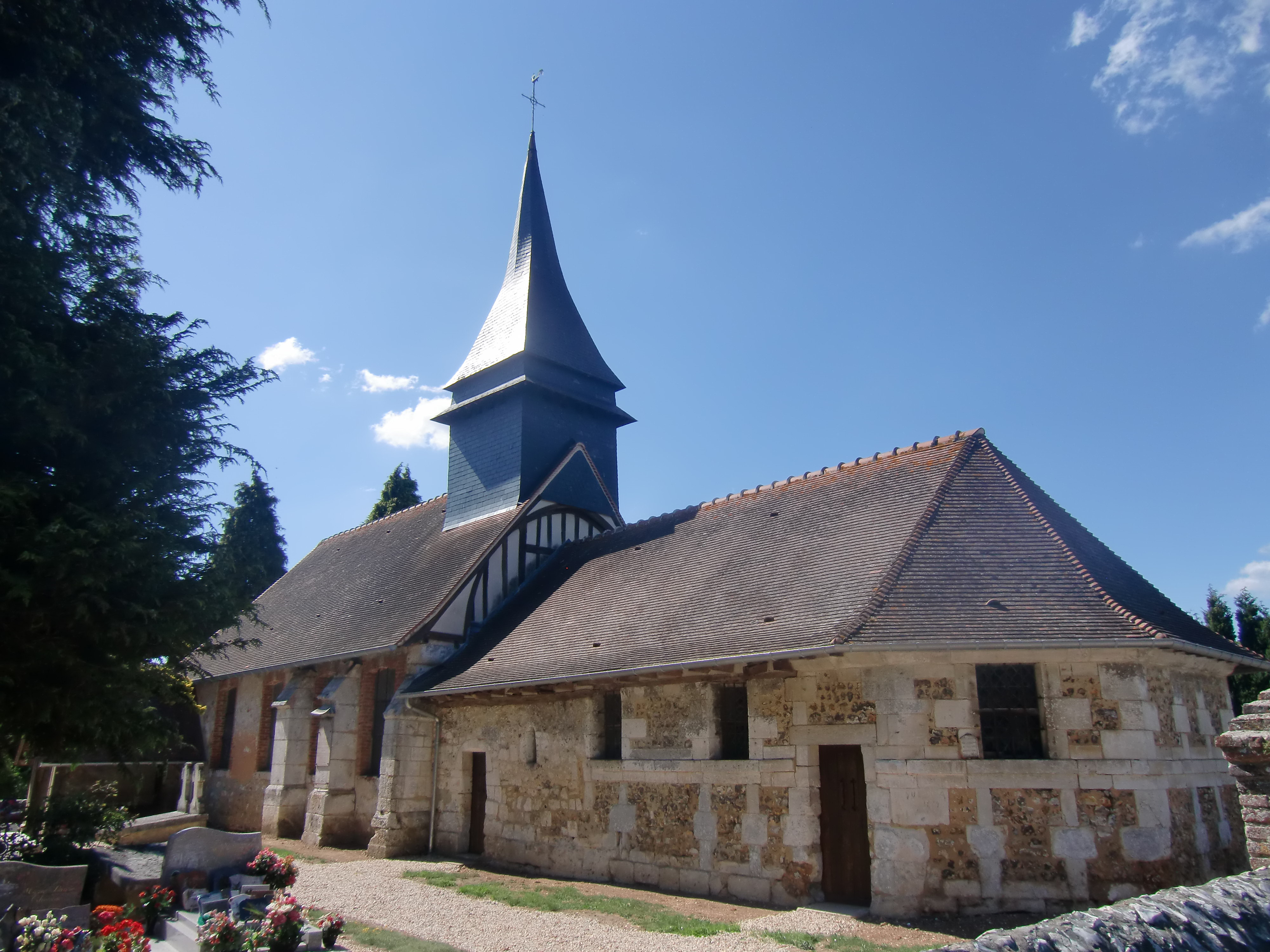
L'église Saint-Lubin de Catelon.
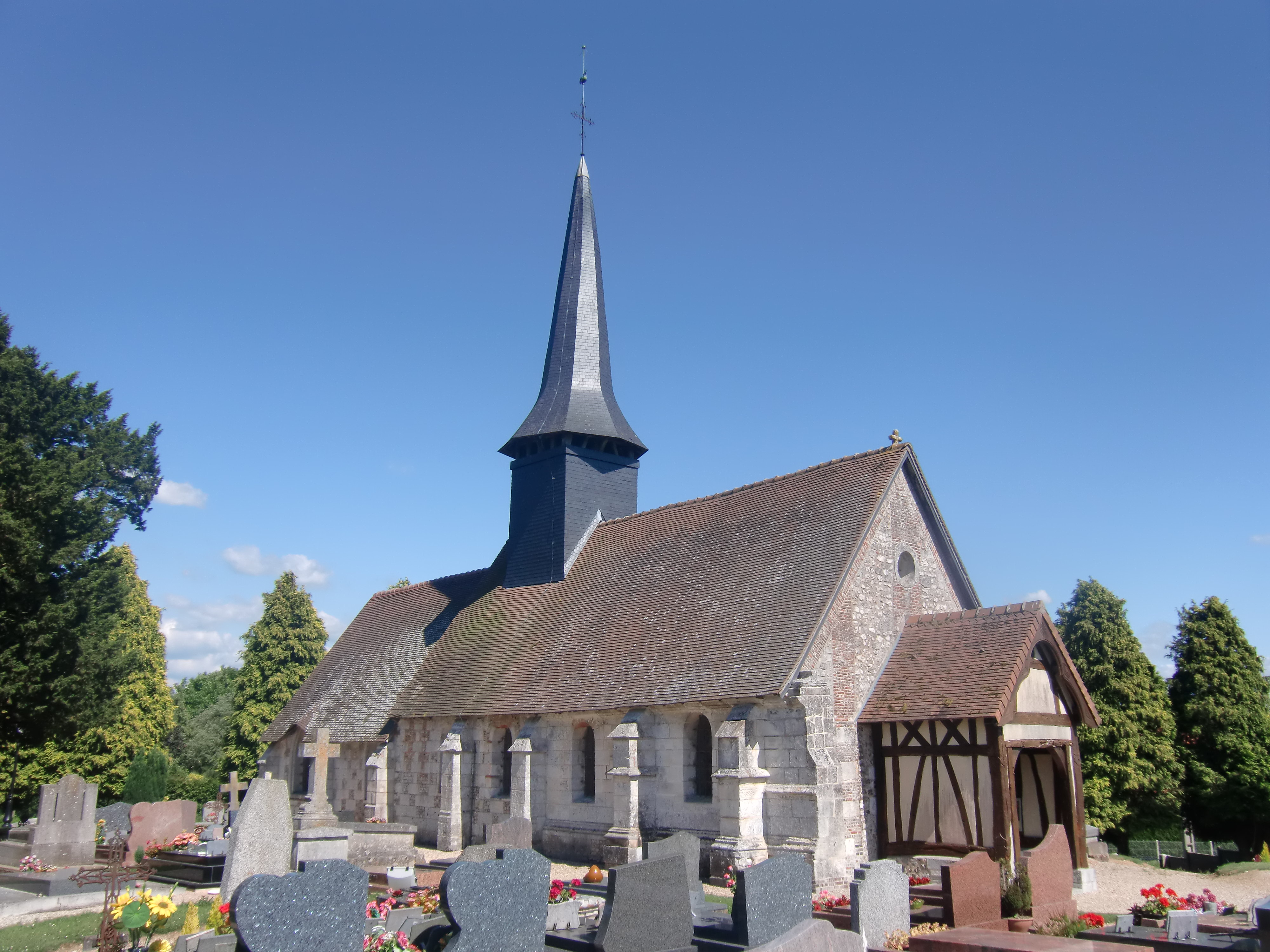
L'église Saint-Ouen de Flancourt.

### Patrimoine naturel

#### Site classé
- L'église Saint-Lubin et le cimetière de Catelon  Site classé (1925)[19].